# Leptomicrurus
Leptomicrurus — рід отруйних змій родини аспідових (Elapidae). Представники цього роду мешкають в Південній Америці. Раніше їх відносили до роду Micrurus разом з іншими кораловими аспідами, однак за результатами дослідження 2021 року вони були переведені до відновленого роду Leptomicrurus.

## Види
Рід Leptomicrurus нараховує 4 види:
- Leptomicrurus collaris (Schlegel, 1837)
- Leptomicrurus narduccii (Jan, 1863)
- Leptomicrurus renjifoi (Lamar, 2003)
- Leptomicrurus scutiventris (Cope, 1869)

## Етимологія
Наукова назва роду Leptomicrurus походить від сполучення слова слова дав.-гр. λεπτος — дрібний, крихітний і наукової назви роду Кораловий аспід Micrurus Wagler, 1824.